# Faraualla
Faraualla is een Italiaans zangkwartet uit de regio Apulië dat polyfone a-capellamuziek maakt. De groep werd in 1995 opgericht in Bari en bestaat uit:
- Gabriella Schiavone
- Teresa Vallarella
- Marinella Dipalma
- Serena Fortebraccio

Faraualla heeft opgetreden met uiteenlopende artiesten waaronder de Mongoolse Sainkho Namtchylak, de Italiaanse-Palestijnse Al Darawish en de Amerikaanse Bobby McFerrin.

## Discografie
- Faraualla (1999)
- Sind (2002)
- I concerti del Quirinale di RadioTre (2007)
- Sospiro (2008)
- Ogni male fore (2013)